# François Calvet
François Calvet (Perpinyà, 1 d'abril de 1953) és un advocat i polític nord-català, ex-diputat a l'Assemblea Nacional francesa i senador des de 2011.

## Biografia
Fou elegit diputat per la tercera circumscripció dels Pirineus Orientals a les eleccions legislatives franceses de 1993 dins les llistes del Partit Republicà. A les eleccions regionals franceses de 1992 i 1998 fou elegit diputat del Consell Regional del Llenguadoc-Rosselló, del que en fou vicepresident de 1998 a 2002. Endemés, el 1995 fou escollit batlle del Soler, càrrec que encara deté.
Fou elegit diputat de la Unió pel Moviment Popular per la tercera circumscripció dels Pirineus Orientals a les eleccions legislatives franceses de 2002, i en fou reescollit a les eleccions de 2007 amb el 51,94% dels vots emesos. Va ser membre del grup d'estudis sobre el problema del Tibet a l'Assemblea Nacional Francesa. A les eleccions del 2011 va ser elegit senador, pel que dimití com a diputat.

## Càrrecs ocupats
A nivell local
- 19 de juny de 1995 - 18 de març de 2001 : Maire del Soler
- 19 de març de 2001 - 9 de març de 2008: Maire del Soler
- des del 10 de març de 2008: Maire del Soler
- 1 de gener de 2003 - 16 de març de 2008: Vicepresident de la Comunitat d'aglomeració de Perpinyà-Mediterrània
- després del 17 de març de 2008 : Vicepresident de la Comunitat d'aglomeració de Perpinyà-Mediterrània
- 23 de març de 1992 - 15 de març de 1998 : Conseller regional del Llenguadoc-Rosselló
- 16 de març de 1998 - 24 de febrer de 2003 : Conseller regional del Llenguadoc-Rosselló
- 16 de març de 1998 - 31 de juliol de 2002 : Vicepresident del Consell regional de Llenguadoc-Rosselló

Mandats parlamentaris
- 28 de març de 1993 - 21 d'abril de 1997: Diputat de la Tercera circumscripció dels Pirineus Orientals
- 19 de juny de 2002 - 19 de juny de 2007 : Diputat de la Tercera circumscripció dels Pirineus Orientals
- 20 de juny de 2007 -30 de setembre de 2011 : Diputat de la Tercera circumscripció dels Pirineus Orientals
- des de l'1 d'octubre de 2011 : Senador dels Pirineus Orientals